# 雷洛昔芬
雷洛昔芬（英語：raloxifene）的商品名为易维特（Evista），是一种用于预防和治疗绝经后妇女和使用糖皮质激素的妇女的骨質疏鬆症的药物。对于骨质疏松症，它不如双磷酸盐类药物受欢迎。 它也被用于降低高危人群患乳腺癌的风险。它是口服的。
常见的副作用包括潮热、腿抽筋、肿胀和关节疼痛。严重的副作用可能包括血栓和中风。怀孕期间使用可能会伤害婴儿。该药可能使月经症状恶化。雷洛昔芬是一种选择性雌激素受体调节剂（SERM），因此是雌激素受体（ER）的混合激动剂-拮抗剂。它在骨骼中具有雌激素作用，在乳房和子宫中具有抗雌激素作用。
雷洛昔芬于1997年被批准在美国用于医疗用途。它可以作为一种通用药物使用。2017年，它是美国最常见的330种处方药之一，有超过90万张处方。